# Loweina rara
Loweina rara is een straalvinnige vissensoort uit de familie van de lantaarnvissen (Myctophidae). De wetenschappelijke naam van de soort werd als Scopelus rarus in 1892 gepubliceerd door Christian Frederik Lütken.